# Lazrou
Lazrou (em árabe: لازرو) é uma cidade localizada na província de Batna, no noroeste da Argélia. Sua população era de 5 143 habitantes, em 2008.